# David Levy (Produzent)
David Levy ist ein Filmproduzent. Er ist nicht zu verwechseln mit dem gleichnamigen Filmproduzenten (1913–2000), der u. a. die Fernsehserie The Addams Family produzierte.

## Karriere
Seit den 1990er Jahren arbeitete er mit dem Filmregisseur Robert Altman zusammen. So wirkte er bei den Werken The Player, Short Cuts, The Gingerbread Man, Cookie’s Fortune – Aufruhr in Holly Springs, Dr. T and the Women, Gosford Park und The Company – Das Ensemble als Produzent mit. Für seine Beteiligung an Gosford Park erhielten Levy, Robert Altman und Bob Balaban bei der Oscarverleihung 2002 eine Oscarnominierung in der Kategorie Bester Film. Die Auszeichnung erhielten aber Brian Grazer und Ron Howard für A Beautiful Mind.

## Filmografie (Auswahl)
- 1986: Überfall im Wandschrank (Monster in the Closet)
- 1992: The Player
- 1993: Short Cuts
- 1998: The Gingerbread Man
- 1999: Cookie’s Fortune – Aufruhr in Holly Springs (Cookie’s Fortune)
- 2000: Dr. T and the Women
- 2001: Gosford Park
- 2003: The Company – Das Ensemble (The Company)
- 2012: The Producer (Fernsehfilm)